# Markos Wafiadis
Markos Wafiadis (gr. Μάρκος Βαφειάδης; ur. 1906 w Theodosiopolis w Azji Mniejszej, zm. 23 lutego 1992 w Atenach) – działacz Komunistycznej Partii Grecji (KKE) i dowódca macedońskiego zgrupowania partyzantów ELAS (gr. Ελληνικός Λαϊκος Απελευθεροτικός Στρατός, Greckie Ludowo-Wyzwoleńcze Wojsko), lewicowej organizacji partyzanckiej, stanowiącej główną siłę greckiego ruchu oporu w okresie okupacji włosko-niemieckiej, pierwszy Naczelny Dowódca DSE podczas greckiej wojny domowej toczonej w latach 1946–1949, od 1989 dwukrotnie poseł do parlamentu Republiki Grecji.

## Życie przed wojną domową
Od młodości Wafiadis związał się z ruchem komunistycznym. W wyniku wymiany ludności pomiędzy Grecją i Turcją w 1922 jako uchodźca Wafiadis udał się do Salonik. W Salonikach w 1928 związał się z Federacją Komunistycznej Młodzieży Greckiej. W 1932 został aresztowany za działalność komunistyczną. Zwolniony w październiku 1933 podjął pracę instruktora partyjnego w wielu regionach Grecji.
Po dojściu do władzy dyktatora generała Joanisa Metaksasa w 1936, zesłano go na wyspę Ajos Efstratios, skąd uciekł. Pracował następnie w podziemnej organizacji na Krecie i był jednym z przywódców powstania w Chanii w lipcu 1938. Po powstaniu udał się do Aten, gdzie aresztowano go i zesłano na wyspę Gawdos.

## Lata II wojny światowej i wojny domowej
W maju 1941, po inwazji armii niemieckiej na Grecję, uciekł z Gawdos i rozpoczął podziemną działalność przeciw okupacji niemieckiej, początkowo na Krecie, później w Atenach i Salonikach. W 1942 wybrano go do Centralnego Komitetu partii i wyznaczono opiekunem organizacji partyjnej KPG w lewicowej, republikańskiej Greckiej Ludowej Armii Wyzwoleńczej (ELAS), w greckiej prowincji Macedonia. W maju 1944 Wafiadisa wybrano delegatem z Salonik na krajowy zjazd w miejscowości Koryschades, jednak nie mógł w nim uczestniczyć. W listopadzie 1944 wszedł w spór z założycielem ELAS i także jednym z głównych dowódców partyzanckich Arisem Weluchiotisem, nie ufającym aliantom. Weluchiotis podkreślał, jako najważniejszy cel ELAS, walkę o suwerenność Grecji i rzeczywistą, ludową demokrację, ale jeszcze nie o komunizm, którego wprowadzanie byłoby przedwczesne. Weluchiotis postulował przygotowanie się ELAS do walk z wojskami brytyjskimi, czemu Markos Wafiadis stanowczo sprzeciwił się. W rezultacie owych sporów, w trakcie 35-dniowych walk w Atenach, toczonych od grudnia 1944, oddziały ELAS w prowincji Macedonia nie walczyły z siłami zbrojnymi Wielkiej Brytanii.
Układem z Warkizy w lutym 1945 ELAS rozwiązano oraz rozbrojono jego oddziały z okolic Aten. Wbrew zawartemu porozumieniu, a zgodnie z obawami Arisa Weluchiotisa, w kraju zapanował wtedy niczym nie krępowany terror rojalistów. Dziesiątki tysięcy byłych partyzantów aresztowano, ponieważ ich wcześniejszą walkę z okupantami, opanowane przez rojalistów sądy kwalifikowały jako pospolite, ciężkie przestępstwo kryminalne. Sam Aris Weluchiotis został zdradzony, otoczony przez nieprzyjaciół i albo zamordowany, albo (według relacji towarzyszy broni) popełnił samobójstwo. Minister sprawiedliwości Królestwa Grecji poinformował 10 grudnia 1945, że tylko do tego czasu aresztowano już ponad 80 tysięcy byłych partyzantów ELAS i osób wspierających je, z czego znaczną część torturowano oraz skazano na wyroki więzienia. Aresztowano i internowano większą część z dobrowolnie stających do dyspozycji Sztabu Generalnego oficerów przedwojennej armii greckiej, którzy w czasie II wojny światowej walczyli w szeregach ELAS, wśród nich naczelnego dowódcę ELAS Stefanosa Sarafisa. W rezultacie greckie góry i lasy znów zapełniły się uciekinierami przed falą terroru, jak było to w czasach minionej hitlerowskiej okupacji.
Poczynając od zimy 1945/1946, sytuacja bytowa uciekinierów stała się bardzo trudna. Gotowość udzielenia pomocy zgłosiły Bułgaria, Jugosławia i Albania, wiążąc ją jednak z warunkami politycznymi i ideologicznymi. Wafiadis, jako były dowódca partyzantów północnej Grecji, doszedł wtedy do porozumienia z Nikolaosem Zachariadisem, sekretarzem generalnym Komunistycznej Partii Grecji, w sprawie utworzenia ideowo-komunistycznej Demokratycznej Armii Grecji (DSE), która jako „legalne wojsko”, mogłaby stać się odbiorcą pomocy zagranicznej. Formalnie nastąpiło to 28 października 1946, tj. po referendum ustrojowym, odbytym 1 września 1946. Zdecydowano o ustroju monarchistycznym, a powracający Jerzy II niezwłocznie przystąpił do krwawych represji w wojsku.
Po utworzeniu DSE, KC KKE mianował Wafiadisa przywódcą tej nowej formacji partyzanckiej. W latach 1947–1948 partyzanci osiągali duże sukcesy militarne i propagandowe, faktycznie kontrolując znaczną część terytorium kraju. W grudniu 1947 Wafiadis został też mianowany premierem i ministrem wojny tymczasowego demokratycznego rządu (potocznie określanego przez ludność jako „Rząd z Gór”). W późniejszej fazie wojny domowej sytuacja partyzantów uległa gwałtownemu pogorszeniu, wskutek udzielenia rządowi Grecji decydującej pomocy militarnej przez rząd USA. Ostro zarysowały się wtedy różnice zdań w kwestiach doktryny wojskowej pomiędzy Markosem Wafiadisem a nie posiadającym dostatecznej wiedzy wojskowej Nikosem Zachariadisem. W ich następstwie, w sierpniu 1948, Wafiadisa usunięto z kierownictwa wojsk i armia partyzantów poniosła wtedy serię krwawych, spektakularnych porażek, a następnie także ciężkie klęski. W styczniu 1949 Wafiadisa odwołano ze wszystkich pełnionych funkcji, a w październiku 1950 pozbawiono członkostwa w Komunistycznej Partii Grecji. W warunkach przymusowego odosobnienia przebywał wówczas w ZSRR, gdzie schronił się po klęsce DSE w wojnie domowej.

## Po wojnie domowej
Po zakończeniu epoki Stalina Markos Wafiadis został przywrócony do KKE i został wybrany na członka jej Biura Politycznego Komitetu Centralnego partii. Jednakże spory z kierownictwem partii doprowadziło do jego usunięcia z urzędu w styczniu 1958 i do drugiego wykluczenia z KKE w czerwcu 1964. Po przewrocie wewnętrznym w 1968 roku, członkostwo w KKE zostało mu przywrócone.
Po 35 latach pozostawania na emigracji w ZSRR, w marcu 1983, Markos Wafiadis powrócił do Grecji. Później opublikował swoje wspomnienia. W 1984 ukazał się też wywiad z nim, obciążający ZSRR i Wielką Brytanię winą za obie wojny domowe, nieprzypadkowo wywołane i w Grecji i w Polsce. Jego fragmenty przytacza m.in. program „Reportaż bez Granic” Programu Pierwszego ERT (państwowej greckiej telewizji).
W listopadzie 1989 oraz w kwietniu 1990 został wybrany honorowo do greckiego parlamentu z listy krajowej PASOK (czyli niekomunistycznej, dużej partii centrolewicy), podkreślając, że z przekonań pozostaje komunistą oraz że komunizm jest (w jego przekonaniu) realnie możliwym do zbudowania systemem. Zmarł w wieku 86 lat w roku 1992.